# Ochthebius hungaricus
Ochthebius hungaricus es una especie de escarabajo del género Ochthebius, familia Hydraenidae. Fue descrita científicamente por Endrody-Younga en 1967.
Se distribuye por Hungría (en Tiszacsege, ciudad en el condado de Hajdú-Bihar). Mide 1,6 milímetros de longitud.